# Rhynchotus rufescens
Rhynchotus rufescens là một loài chim trong họ Tinamidae.
Phạm vi của loài này là đông nam, đông bắc và miền trung Brazil, đông Paraguay, đông nam Peru, Bolivia và phía đông Argentina.